# Ozraptor subotaii
Ozraptor subotaii es la única especie conocida del género extinto Ozraptor (lat "ladrón de Australia") de dinosaurio terópodo abelisauroide, que vivió a mediados del período Jurásico, hace aproximadamente 170 millones de años, en el Aaleniense, en lo que hoy es Australia. El espécimen mide 8 centímetros de largo y 4 centímetros de ancho en el extremo inferior. A partir de estas medidas, se estimó una longitud total de la tibia de unos 17 a 20 centímetros y para el animal en su conjunto de unos 2 metros. Se establecieron tres características diagnósticas que permitieron sostenerlo como una especie distinta de dinosaurio, el proceso ascendente del astrágalo tenía una forma rectangular con un extremo superior recto; la faceta astragalar tenía una cresta vertical, el cóndilo medial estaba débilmente desarrollado.
Ozraptor es conocido solo por la porción de una pierna, que en un primer momento en 1967 fue catalogada como una tortuga. Más tarde, en 1998, después de una revaluación por Long y Molnar fue asignado como un terópodo con el nombre de Ozraptor subotaii. En 2005 Rauhut encontró que Ozraptor comparte un canto vertical centralmente colocado en la faceta astragalar con Quilmesaurus, Masiakasaurus, Velocisaurus y un todavía sin nombrar espécimen de Tendaguru, también referido como Abelisauroidea, colocándolo en este grupo. El holotipo, UWA 82469, se encontró en la piedra arenisca de Colalura, que data del Bajociano medio, hace unos 169 millones de años. Consiste en el extremo distal o inferior de la tibia izquierda. Junto con Rhoetosaurus, Ozraptor se encuentra entre los dinosaurios australianos más antiguos conocidos. En 1967, un grupo de cuatro escolares de Scotch College de doce años encontró un fósil en el sitio de corte de ferrocarril de Bringo cerca de Geraldton, que le mostraron al profesor Rex Prider de la Universidad de Australia Occidental. Hizo un molde de yeso que envió a expertos del Museo Británico de Historia Natural en Londres que pensaron que probablemente pertenecía a una tortuga extinta. La revaluación del hueso en la década de 1990, después de que John Albert Long y Ralph Molnar lo prepararan en la roca, clasificó el fósil como la espinilla de un género de terópodos. En 1998 Long y Molnar nombraron y describieron el tipo y única de la especie Ozraptor subotaii. El nombre genérico se deriva de "Ozzies", el apodo de los australianos y una rapaz latina, "ladrón". El nombre específico honra a un personaje de ficción, el ladrón y arquero veloz "Subotai" de la película Conan the Barbarian.

## Paleofauna y flora
Sabiendo que fue descubierto en la piedra arenisca de Colalura, posiblemente coexistió con el saurópodo eusauropodo Rhoetosaurus

## En la cultura popular
Aparece en la serie para niños Dino Dan donde es representado como un tipo de abelisaurido con una cola larga en la que tiene una capa de pelos al final de esta, pelaje por el cuello y con una piel muy colorida